# Личност (мини-серија)
Личност (тур. Şahsiyet) је турска криминалистичка драма мини-серија из 2018. коју је написао Хакан Гундај, а режирао Онур Сајлак. Серија је премијерно приказана 17. марта 2018. Халук Билгинер је освојио међународну награду Еми за најбољу глумачку глуму за улогу Аге.

## Резиме радње
Ага Бејлоглу је 65-годишњи пензионисани судски службеник чија је супруга умрла пре неколико година. Ага живи сам у старој османској згради која носи име његове преминуле супруге Мебруре у Бејоглуу. Једног дана, његов вољени мачак Мунир Беј умире, пошто је Ага заборавио да га нахрани. Након инцидента, одлази код лекара да утврди разлоге тога и тамо му се дијагностификује Алцхајмерова болест. Ага не може да прихвати чињеницу да има Алцхајмерову болест и да постаје депресиван. Једног дана, када Ага на позив сретне своје пријатеље, он увиђа неке предности своје болести и доноси одлуку која је прекретница.
Невра Илмас је млада полицајка пуна идеала који ради у штабу полиције у Истанбулу. Она је једина женска особа у Одељењу за убиства, али због свог пола доживљава мобинг од стране својих мушких колега, посебно од стране мизогинисте Фируза. Њени сарадници сматрају да она не заслужује своју позицију у одељењу и да је њен задатак искључиво и једноставно због добронамерног сексизма.
Серијски убица у костиму мачке појављује се у Истанбулу. Оставља поруке на својим жртвама упућене Неври. Она покушава да открије ко је убица, док пролази и кроз сопствене животне кризе.

## Критика
Пишући за Ватан, Оја Доган је критиковала дужину прве епизоде, додајући да је „била предугачка [...] 85 одсто прве епизоде је говорило ко је Ага Бејоглу“. У свом чланку, она помиње да је серија у почетку следила типична правила постављена за веб серије, али је касније постала више као телевизијска серија. Ајше Озилмазел похвалила је квалитет продукције серије и описала је као „можда најбољу серију у историји турских серија“. 2020. године, Личност је била на IMDb-овој листи најбољих серија свих времена, рангирана на 22. месту.

## Награде и номинације
| Година | Награда                  | Категорија                  | Номиновани и добитници  | Резултат   | Референце |
| ------ | ------------------------ | --------------------------- | ----------------------- | ---------- | --------- |
| 2018   | EN Awards                | Најбоља интернет ТВ серија  | Личност                 | Победа     | [ 5 ]     |
| 2019   | SXSW Film Design Awards  | Одличност у дизајну наслова | Етем Џем и Енес Озенбаш | Номинација | [ 6 ]     |
| 2019   | International Emmy Award | Најбоља глумачка представа  | Халук Билгинер          | Победа     | [ 1 ]     |